# Pave Marcellus 1.
Pave Marcellus 1. (død 309) efterfulgte pave Marcellinus 1. efter et betydeligt stykke tid, mest sandsynligt i maj eller juni 308. Under Maxentius blev han forvist fra Rom i 309 på baggrund af den tumult, der udbrød som følge af de strenge straffe, som han gav de kristne, der var faldet fra under de seneste forfølgelser. Han døde samme år og blev efterfulgt af pave Eusebius 1. Hans relikvier befinder sig under alteret i San Marcello al Corso i Rom. Hans navnedag er 16. januar.

## Pavedømme
Et stykke tid efter Marcellinus' død i 304 fortsatte Diocletians forfølgelser med uformindsket styrke. Efter Diocletians abdikation i 305 og Maxentius' tiltræden på den kejserlige trone i oktober det følgende år blev de kristne i hovedstaden ladt relativt i fred. Alligevel skulle der gå næsten to år, før en ny pave blev valgt. Omsider i 308 indtog Marcellus ifølge Det Liberiske Katalog sin post. I Rom kunne Marcellus opleve en menighed i stor forvirring. Mødestederne og nogle af kirkegårdene var konfiskeret, og det daglige liv og de tilhørende kirkelige aktiviteter var forstyrret. Dertil kom de interne stridigheder i det kristne samfund, der skyldtes det store antal af medlemmer, der havde vist sig svage i troen, og som var faldet fra under den lange periode med forfølgelser og senere under ledelse af en af de frafaldne håndfast forlangte at blive genoptaget i meningheden uden at gøre bod. Ifølge Liber Pontificalis opdelte Marcellus kirkens administration i femogtyve distrikter (tituli), som hver fik tildelt en forstander med ansvar for at forberede de ansøgende til dåben og lede gennemførelsen af offentlige bodshandlinger. Forstanderen var også ansvarlig for begravelsen af de døde og fejringerne af de døde martyrer. Paven fik endvidere udlagt en ny kirkegård: Cœmeterium Novellœ ved Via Salaria (over for Sankt Priscillas katakomber). 
I begyndelsen af det 7. århundrede var der sandsynligvis 25 officielle kirker i Rom. Selv om man måske kan forestille sig en vis tilpasning i Liber Pontificalis, ser det dog stadig ud til, at der er historisk tradition for denne opdeling, som skyldes Marcellus.
Pavens arbejde blev dog snart afbrudt af de kontroverser, der opstod i forbindelse med spørgsmålet om genoptagelsen af de frafaldne i menigheden. Til belysning af dette har vi den poetiske hyldest fra pave Damasus 1. til sin forgænger, som er opsat over dennes grav. Heri nævner Damasus en sandhedselskende leder af den romerske kirke, der blev betragtet som en ond fjende af alle de frafaldne, fordi han insisterede på, at de skulle udføre de foreskrevne bodshandlinger for deres skyldner. Som resultat af dette opstod der alvorlige konflikter, hvoraf nogle endte med blodsudgydelser, og alle fredsbånd blev kappet. Som leder af denne samling af svage i troen og oprørere stod en frafalden, som havde fornægtet sin tro, allerede inden forfølgelserne var brudt ud. Den tyranniske Maxentius bakkede op herom og fik paven taget til fange og sendt i eksil. Dette skete i slutningen af 308 eller starten af 309 ifølge Det Liberiske Katalog, som anfører, at Marcellus' regeringstid varede mindre end et år, nemlig seks (evt. syv) måneder og tyve dage. Marcellus døde kort efter at have forladt Rom, og han æres som en helgen. Hans navnedag er 16. januar, men det vides ikke, om det er hans dødsdag eller dagen for hans begravelse, der fandt sted, efter at hans jordiske rester var bragt tilbage til Rom fra det ukendte sted, hvor han var tilbragte sit eksil. Han blev begravet i Priscillas katakomber, hvor hans grav nævnes i rejseførere over romerske martyrers grave som beliggende i Sankt Silvesters basilika.
Passio Marcelli fra det 5. århundrede, som er inkluderet i den legendariske beretning om Sankt Cyriacus' martyrium , og som efterfølges af Liber Pontificalis, giver en anden beretning om Marcellus' endeligt. Ifølge denne version blev paven af Maxentius, som var ophidset over hans reorganisering af kirken, afkrævet at fralægge sig sin biskoptitel og ofre til hedenske guder. Da Marcellus afslog, blev han idømt slavearbejde med byggeri af en station på en offentlig vej. Efter ni måneder blev han løsladt af gejstligheden, men en kvinde ved navn Lucina, hvis hus på Via Lata var blevet indviet af ham som "titulus Marcelli" klagede, og han blev igen idømt arbejde med at passe hestene, der kom til stationen, og det var under dette nedværdigende arbejde, han døde. Beskrivelsen er sikkert en legende, og det er udelukkende omtalen af hans arbejde med distriktsopdelingen, der er historisk belæg for. Endvidere skal omtales Mommsens opfattelse af, at Marcellus ikke var biskop, men blot romersk kirkeforstander, som havde til opgave at styre den gejstlige administration i slutningen af perioden uden pave. Ifølge denne opfattelse er hans navnedag rettelig Marcellinus' dødsdag, og den næste pave var Eusebius. Mommsens opfattelse har dog ikke fået generel opbakning blandt historikere.